# 子 (星官)
子是中国古代星官之一，属于二十八宿中的井宿，位于现代星座的天鴿座。《丹元子步天歌》：“孙子丈人市下列，各立两星从东说。”子含有两颗恒星，清钦天监所编《仪象考成》，子增加了1星。子的位置在赤纬-35°左右，在中国于每年冬季夜晚出现在南方低空。

## 所含恒星[2]
| 中國星名 | 現代星名 | 所屬星座 |
| -------- | -------- | -------- |
| 子一     | λ Col    | 天鴿座   |
| 子二     | β Col    | 天鴿座   |
|          |          |          |
| 子增一   | γ Col    | 天鴿座   |